# Éric Di Meco
Éric Di Meco (Aviñón, Francia, 7 de septiembre de 1963) es un exfutbolista francés, se desempeñaba como lateral izquierdo y fue internacional con la selección de fútbol de Francia en los años 80 y 90.

## Clubes
| Club                  | País    | Año       |
| --------------------- | ------- | --------- |
| Olympique de Marsella | Francia | 1980-1986 |
| AS Nancy              | Francia | 1986-1987 |
| FC Martigues          | Francia | 1987-1988 |
| Olympique de Marsella | Francia | 1988-1994 |
| AS Mónaco             | Mónaco  | 1994-1998 |

## Palmarés
Olympique de Marsella
- Ligue 1: 1988-89, 1989-90, 1990-91, 1991-92, 1996-97
- Copa de Francia: 1989
- UEFA Champions League: 1992-93